# Nó 7,7
Na teoria dos nós, o nó 7,7 é um dos sete nós primos com sete cruzamentos.
O nó 77 é inversível, mas não ambiquiral. Seu polinômio de Alexandre é:
{\displaystyle \Delta (t)=t^{2}+t^{-2}-5t-5t^{-1}+9}
seu polinômio de Conway é:
{\displaystyle \nabla (z)=z^{4}-z^{2}+1}
e o seu polinômio de Jones é:
{\displaystyle V(q)=q^{4}-2q^{3}-q^{-3}+3q^{2}+3q^{-2}-4q-3q^{-1}+4}